# Криваја (притока Великог бачког канала)
Криваја (мађ. Bács-ér) је река у северној Бачкој, у Србији, десна притока Великог бачког канала.
Криваја је дуга 109 km, па је то најдужа река која у целости тече кроз Војводину. Површина слива је 956 km² и припада црноморском сливу.

## Порекло имена
Река Криваја је добија име по свом кривудавом току, што је посебно особено за најнижи део тока, где она изразито кривуда (меандрира).

## Ток
Река Криваја настаје састајањем неколико потока у области Суботичке пешчаре на северу Бачке, при граници са Мађарском. Тачно место састајања северних кракова је југозападно од Старог Жедника. Од датих потока најдужи је поток Павловац, који тече из правца Ђурђина, a извире код Бајмока.
Криваја првобитно тече правцем север-југ поред села Малог Београда и Зобнатице. Ту је река вештачки преграђена, па је образовано 5,5 km дуго вештачко Зобнатичко језеро. Приобаље језера са ергелом у Зобнатици чини основу туристичког потенцијала Бачке Тополе. Низводно од језера река тече кроз Бачку Тополу.
У овом делу поново се у њу улива неколико притока из правца Горње Рогатице (Дубока дол), из правца Бачког Соколца (Широка дол), и из правца Пачира (Цигланска дол) те Старе Моравице (Велики дол). После Бачке Тополе Криваја мења правац ка југозападу, до села Бајша, где опет мења ток у правцу југоистока. После села река утиче из пешчарског и валовитог предела у изразито равничарски предео средишње Бачке. Потом протиче, поново валовитим пределом, поред Малог Иђоша, Ловћенца и Фекетића, уз руб Бачке лесне висоравни. Пре ушћа Криваја почиње изразито да меандрира дужином од 33 km (Бељанска бара).
Река Криваја се улива у Велики бачки канал на потезу између Србобрана и Турије на надморској висини од 76 m.

## Историја
У историјско време (на пример познати су писмени описи из времена Турака) Криваја је била барско подручје веома богато водом. Називала се "Дубока бара", "Поток бара", "Кривајски рит" (мађ. Krivaja rét) између осталог, а на појединим местима се толико разливала да је изгледала као језеро — у литератури постоје називи "Округло језеро" (лат. Bajsa Lacus, мађ. Kerek-tó), "Кривудаво језеро" (мађ. Kanyargós tó) итд. Могуће је да су се и водоинжињери водили том идејом када су са грандиозним планом да се из њих наводњава пољопривреда, 1980—их година осмислили систем акумулационих језера: код Скендерева, код Зобнатице, код Криваје и код Паноније. На овим местима изграђене су бетонске бране и вода је задржана, да би поплавила отприлике исте оне оквире који су постојали пре постепеног каналисања Криваје, значи пре 20. века.

## Екологија и заштита
Река данас више не изгледа као некада. Нарочито током задњих деценија Криваја је доведена у катастрофално стање у сваком погледу. Сви њени токови и краци су каналисани, и у великој мери загађени. Нека насеља поред којих пролази немају разрађену канализациону мрежу (не постоје или се не спроводе урбанистички планови) па мештани једноставно испуштају канализацију у долину Криваје. Индустрија Бачке Тополе, као највећи загађивач, због дугогодишњих проблема и протеста грађана (на смрад) делимично таложи отпадну воду коју испушта, али упркос томе река је готово беживотна. Некада су били чести помори риба (вести су периодично јављале 1980-их и 90-их), али данас рибе готово и нема. На пример, некада најчешћи барски караш, данас строго заштићена врста, је потпуно нестао, док је популација лињака за сада преживела у Зобнатичкој акумулацији. За исто језеро, које са севера нема загађивача те је релативно чисто, караш се више и не наводи, а још мање има фотографија улова, нарочито низводно.
Иако постоје планови да се ток Криваје – у подручју Војводине где је јако мало природних водотокова – у целости као резерват заштити, због деструктивног одржавања измуљавањем, река данас више нема ниједан део у природном стању, и заједно са обалом изгледа као вештачки канал. Међутим, предлаже се заштита преосталих виших делова обале, где је до сада било мање људских интервенција.
Изглед реке се уништава каналисањем, то јест третирањем као канала за наводњавање, а не као природног водотока са плановима порибљавања и слично. Обала нема заштитну зону, која би са травом и трском успоравала уливање пољопривредне хемизације. Пошто се због загађивања процес еутрофизације у савремено време јако убрзава, поток се пуни органским и неорганским талогом који га затрпава и спречава оток његове воде. Да би се то исправило водопривредне организације задужене за одржавање (некада фирма "ДТД Северна Бачка" а данас "ЈКП Воде Војводине") багерима систематски сваке две-три године ваде муљ и извлаче га на обалу.
Међутим, такво измуљавање је секундарно решење, наместо примарног, да се река не загађује. Током оваквог измуљавања које служи да реку спаси од индиректног умирања, директно се уништава њен живи свет, тако што се на обалу заједно са муљем извлаче заштићене врсте као чиков (који је у Криваји готово изумро), риба мргуда (уколико је има), барска корњача, мрмољци, ретке и осетљиве водене биљке итд.